# Парки Києва
На сьогодні у Києві 127 парків, 500 скверів, 78 бульварів. На одного жителя Києва припадає 20 м² зелених насаджень. Для порівняння, у Парижі і Москві ця цифра становить 14 м², в Лондоні — 12 м², у Берліні — 10 м².
У 1917 році загальна площа парків сягала 116,5 га, у 1980 році — 3,4 тисяч га, у 2005 році — 5,5 тисяч га.

## Історія

### Розвиток паркового господарства у ХІ—XIX століттях
У ХІ столітті в Києві почало розвиватися садівництво. Фруктові сади мали Києво-Печерський, Видубицький, Кирилівський монастирі, вони вкривали Щекавицю і Кудрявець.
Перший парк був закладений у 1631 році на митрополичому заміському дворі у Голосієві митрополитом Петром Могилою.
Наприкінці XVII — початку XVIII століття були створені Шовковичний та Виноградний сади на Клові, був висаджений липовий гай на Печерську (місцевість Липки).
У 1740-х роках за проектом архітектора В. В. Растреллі закладений Царський сад (у радянський час — Першотравневий парк, нині — Міський сад) у 1880-х роках цей масив перейшов до відання міської думи, яка здала його частину в оренду купецтву Києва (отримав назву Купецький сад, пізніше — Піонерський парк, нині — Хрещатий парк), в іншій частині парку (нині територія стадіону «Динамо») відкрився кафешантан «Шато-де-Флер», був розбитий великий розарій. У 1842 році закладений університетський Ботанічний сад.
У другій половині XIX століття мережа парків суттєво збільшується. На дніпровських схилих з'являються парки Володимирська гірка (1850-ті), Маріїнський парк (1874). Створено парки «Ермітаж», «Аркадія», «Венеція», «Кинь-Ґрусть», «Тіволі», Університетський. Місцями відпочинку киян були також Кадетський гай, Труханів острів, схили Дніпра від Поштової площі до Звіринця, приміські дачні поселення Святошин, Дарниця, Голосіїв, Пуща-Водиця.

### Парки у ХХ столітті
До Жовтневого перевороту 1917 року у Києві виникли також Пушкінський парк (1900), Політехнічний парк (1903), Зоологічний парк (1908). Громадянська війна завдали значної шкоди парковому господарству міста. Так, на дрова вирубали практично весь Кадетський гай, значно постраждали зелені насадження і в інших парках. Відновлення «зелених легенів» міста активізується лише наприкінці 1920-х років, і особливо у зв'язку з відновленням столичного статусу (1934). У цей період з'явився Національний ботанічний сад імені Миколи Гришка НАН України (1936), впорядковано паркову зону вздовж дніпровських схилів.
Німецько-радянська війна завдала не меншої шкоди паркам ніж громадянська. Значні території зелених насаджень парків були знищено або в ході бойових дій, або вирубано на дрова. Відновлення зелених зон розпочинається одночасно з відновленням міста. В повоєнний період створюються Дніпровський парк (1945), парки культури і відпочинку Нивки (1955), Голосіївський імені М.Рильського (1957), Вічної Слави (1957), Куренівський парк (1960-ті), ім. ХХІІ з'їзду КПРС (1962), Гідропарк (1965), Перемога (1965), Партизанської Слави (1970), Грушки (1971) та інші. У 1958 році створюється Виставка досягнень народного господарства, а у 1969 році — Музей народної архітектури і побуту, територія яких також є ландшафтним парком.
У 1970—1980-ті роки створюються Печерський ландшафтний парк ім. Є.Вучетича (1978), ведеться озеленення нових масивів Оболонь, Вигурівщина-Троєщина, Позняки, Виноградар та інших.

### Парки у XXI столітті
У зв'язку з вичерпанням місця для розвитку нової забудови, зелені масиви, у тому числі й парки, опинилися під загрозою знищення. Земля в місті є дорогою, а тому ведеться війна за кожен клаптик землі, придатної для нового багатоповерхового будівництва. Наступ на колись майже не зачіплені антропогенним впливом куточки міста змусив владу оголосити низку місцевостей ландшафтними заказниками.
2005 року в місті затверджено Концепцію розвитку зелених насаджень, якою передбачається як реконструкція існуючого паркового господарства, так і створення нових паркових зон.

## Перелік парків

### Голосіївський район
| Назва                                      | Розташування | Координати                                                            | Короткі відомості | Зображення                                  |
| Парк ім. М. Рильського                     | у південній частині міста Києва, у Голосіївському районі, у місцевості Голосіїв, вздовж Голосіївського проспекту | 50°23′25″ пн. ш. 30°30′26″ сх. д. / 50.39028° пн. ш. 30.50722° сх. д. | Закладений у 1957 році у північній частині Голосіївського лісу. Оголошений пам'яткою садово-паркового мистецтва загальнодержавного значення постановою Ради Міністрів УРСР від 29 січня 1960 року № 105, перезатверджений постановою колегії Держкомприроди УРСР від 30 серпня 1990 року № 18. Площа — 126,32 га. | Голосіївський парк імені Максима Рильського |
| Лиса Гора                                  | на південний захід від Видубичів на правому березі річки Либідь поблизу від її впадіння в Дніпро                 | 50°23′42″ пн. ш. 30°32′50″ сх. д. / 50.39500° пн. ш. 30.54722° сх. д. | З 1982 року Лиса Гора отримала статус «Природного парку». Площа — 118,75 га. |                                             |
| Парк «Теремки»                             | Між вулицями Касіяна та Професора Балінського                                                                    | 50°22′54″ пн. ш. 30°27′27″ сх. д. / 50.38167° пн. ш. 30.45750° сх. д. | Площа — 93,28 га. |                                             |
| Парк «Покол»                               | Столичне шосе | 50°22′50″ пн. ш. 30°33′51″ сх. д. / 50.38056° пн. ш. 30.56417° сх. д. | Площа — 73,03 га. |                                             |
| Парк «Диск»                                | Столичне шосе | 50°22′8″ пн. ш. 30°33′5″ сх. д. / 50.36889° пн. ш. 30.55139° сх. д.   | Площа — 2,56 га. |                                             |
| Національний комплекс «Експоцентр України» | проспект Академіка Глушкова, 1                                                                                   | 50°22′21″ пн. ш. 30°28′37″ сх. д. / 50.37250° пн. ш. 30.47694° сх. д. | Діє з 1958 року. Загальна площа — 285 га. | Національний комплекс «Експоцентр України»  |
| Музей народної архітектури та побуту       | на південній околиці Києва, поблизу селища Пирогів                                                               | 50°21′15″ пн. ш. 30°30′48″ сх. д. / 50.35417° пн. ш. 30.51333° сх. д. | Заснований 6 лютого 1969 року. Загальна площа — 133,5 га. | Музей народної архітектури та побуту        |
| Феофанія                                   | в кінці вулиці Академіка Заболотного, праворуч                                                                   | 50°20′30″ пн. ш. 30°29′40″ сх. д. / 50.34167° пн. ш. 30.49444° сх. д. | У 1972 році урочище «Феофанія» було проголошено парком-пам'яткою, з 1992 р. воно має статус парка-пам'ятки садово-паркового мистецтва загальнодержавного значення, підпорядкованого Державному заповідному господарству «Феофанія» Національної академії наук України.                                            | Феофанія                                    |
| Ботсад НАУ                                 | вулиця Героїв Оборони                                                                                            | 50°22′53″ пн. ш. 30°30′6″ сх. д. / 50.38139° пн. ш. 30.50167° сх. д.  | Оголошено ботанічним садом загальнодержавного значення постановою Ради Міністрів УРСР від 13 лютого 1989 року № 53. Знаходиться у віданні Національного аграрного університету. Площа — 47,5 га. |                                             |

Крім того в районі існують безіменні парки: біля Совських ставків — 25 га; На схилах по Холодноярській вул. — 10,9 га; на схилах Лисої гори — 11,6 га; на острові Галерний (спортивний парк) — 41,6 га (у тому числі 5,0 га — акваторія); на схилах Багринової гори і сел. Жовтневе —25,1 га; на схилах біля Інституту фізики — 8 га; на схилах Мишоловського яру (вул. Квітки-Основ'яненка) — 16,3 га; на схилах Мишоловського яру (вул. Весняна — вул. Багринова) — 12,1 га; біля Церковщини (спортивний парк) — 26,3 га; на житловому масиві Теремки-ІІ — 10,6 га.
Загальна площа всіх парків в районі становить близько 1 068 га, а разом з скверами і бульварами площа зелених насаджень району — 1 119 га.

### Дарницький район
| Назва                                | Розташування                                   | Координати                                                                    | Короткі відомості | Зображення |
| Парк Партизанської слави             | вул. Дениса Антіпова                           | 50°24′52″ пн. ш. 30°40′38″ сх. д. / 50.41444° пн. ш. 30.67722° сх. д.         | Площа — 111,97 га |            |
| Парк імені воїнів-інтернаціоналістів | вул. Архітектора Вербицького                   | 50°24′33″ пн. ш. 30°39′27″ сх. д. / 50.40917° пн. ш. 30.65750° сх. д.         | Площа — 6,45 га   |            |
| Парк «Позняки»                       | Стик вулиці Драгоманова та пр-ту П. Григоренка | 50°24′3″ пн. ш. 30°38′6″ сх. д. / 50.40083° пн. ш. 30.63500° сх. д.           | Площа — 9,39 га   |            |
| Парк «Привокзальний»                 | Привокзальна площа, вул. Бориспільська         | 50°25′49″ пн. ш. 30°38′52″ сх. д. / 50.43028° пн. ш. 30.64778° сх. д.         | Площа — 4,75 га   |            |
| Парк «Таращанець»                    | на розі вулиць Ялтинської та Заслонова         | 50°25′42″ пн. ш. 30°39′16″ сх. д. / 50.42833° пн. ш. 30.65444° сх. д.         | Площа — 3,72 га   |            |
| Парк «Прибережний»                   | Дніпровська набережна                          | 50°24′30.6″ пн. ш. 30°36′3.3″ сх. д. / 50.408500° пн. ш. 30.600917° сх. д.    | Площа — 46,4 га   |            |
| Фітнес-парк "Озеро Лебедине"         | Між вул. Драгоманова та вул. Ревуцького        | 50°24′12.4″ пн. ш. 30°38′41.01″ сх. д. / 50.403444° пн. ш. 30.6447250° сх. д. |                   |            |

Крім того існують безіменні парки: біля будинку культури залізничників — 4,1 га (у тоту числі 0,54 га — будинок культури); біля озера Вирлиця — 36,4 га (без урахування акваторії); біля озера Сонячне — 22 га (у тому числі 13,32 га — акваторія); по вул. Здолбунівській — 19,3 га.
Загальна площа парків району — 305 га, всіх зелених насаджень — 344 га.

### Деснянський район
| Назва                                           | Розташування                                                                   | Координати                                                            | Короткі відомості | Зображення      |
| Парк «Молодіжний»                               | на розі пр-ту Червоної Калини і вул. Олександри Екстер                         | 50°31′18″ пн. ш. 30°37′23″ сх. д. / 50.52167° пн. ш. 30.62306° сх. д. | Площа — 9,21 га |                 |
| Парк «Муромець»                                 | на острові Муромець, поблизу Північного мосту                                  | 50°30′15″ пн. ш. 30°32′35″ сх. д. / 50.50417° пн. ш. 30.54306° сх. д. | Парк закладений в 1972 році в урочищі Чорторий і він став продовженням Дніпровського парку. В ньому розташовані клуб водних видів спорту «Екстримальная тяга» з воднолижною канатно-буксировочною дорогою, майданчик для гри в пейнтбол, велоклуб, працюють кафе, ресторан. Площа — 219,4 га | Парк «Муромець» |
| Парк «Троєщина»                                 |                                                                                |                                                                       | Площа — 185,31 га |                 |
| Парк «Кіото»                                    | праворуч вздовж вулиці Кіото                                                   | 50°27′49″ пн. ш. 30°38′14″ сх. д. / 50.46361° пн. ш. 30.63722° сх. д. | Площа — 15,3 га |                 |
| Деснянський парк                                | на розі вул. Ніколаєва і пр-ту Червоної Калини                                 | 50°30′26″ пн. ш. 30°35′50″ сх. д. / 50.50722° пн. ш. 30.59722° сх. д. | Площа — 9,67 га |                 |
| Парк «Борців за свободу і незалежність України» | в межах парку «Троєщина»                                                       | 50°29′54″ пн. ш. 30°34′20″ сх. д. / 50.49833° пн. ш. 30.57222° сх. д. | Всеукраїнський парк пам'яті борців за свободу і незалежність України. Закладений на честь відзначення 10-ї річниці незалежності України в серпні 2001 року. |                 |
| Парк «Броварський»                              | від ст.м. «Чернігівська» до ст. м. «Лісова»                                    |                                                                       | Площа — 2,67 га |                 |
| Парк ДШК                                        | Між пр-том Леоніда Каденюка, вулицями Вінстона Черчилля та Якова Гніздовського | 50°27′28″ пн. ш. 30°38′9″ сх. д. / 50.45778° пн. ш. 30.63583° сх. д.  | Площа — 13,92 га |                 |

Крім того, існують безіменні парки: паркова зона між проспектом Романа Шухевича і вул. Закревського — 38,62 га (2 ділянки, у тому числі 7,36 га — акваторія); вздовж вул. Гетьмана Павла Полуботка — 3,71 га (у тому числі 1,9 га — Луна-парк); паркова зона, вул. Лифаря, 12-26 — 2,26 га; паркова зона, проспекту Маяковського (від вул. Лифаря до вул. Данькевича) — 2,31 га (2 ділянки); по вул. Милославській, житловий масив Вигурівщина-Троєщина 20 мікрорайон (спортивний парк) — 6 га.
Загальна площа парків — 508 га, всього зелених насаджень — 532 га.

### Дніпровський район
| Назва             | Розташування                                        | Координати                                                            | Короткі відомості | Зображення |
| Дніпровський парк | Труханів острів                                     | 50°27′53″ пн. ш. 30°32′42″ сх. д. / 50.46472° пн. ш. 30.54500° сх. д. | Парк культури і відпочинку розташований на Трухановому острові в Дніпровському районі міста. В радянські часи входив до складу Центрального парку культури і відпочинку, в роки незалежності — окремий парк. Загальна площа парку — 476,9 га. |            |
| Парк «Аврора»     | між вулицями Микитенка і Сулеймана Стальського      | 50°29′07″ пн. ш. 30°35′57″ сх. д. / 50.48528° пн. ш. 30.59917° сх. д. | Площа — 7,91 га |            |
| Парк «Перемога»   | між пр-том Нарбута та вул. Князя Романа Мстиславича | 50°27′53″ пн. ш. 30°36′21″ сх. д. / 50.46472° пн. ш. 30.60583° сх. д. | Площа — 66,09 га |            |
| Гідропарк         | острови Венеційський і Долобецький                  | 50°26′26″ пн. ш. 30°34′49″ сх. д. / 50.44056° пн. ш. 30.58028° сх. д. | В комплексі парку декілька пляжів, кав'ярні, ресторани, атракціони, пункти прокату спортивного спорядження і човнів, літня естрада, танцювальний майданчик тощо. Площа — 181,72 га                                                            | Гідропарк  |

Крім того, існують безіменні парки: вздовж вул. А. Малишка — 14,03 га (3 ділянки, серед яких ландшафтний заказник Вовча гора); вздовж вул. Гетьмана Павла Полуботка — 14,95 га; на житловому масиві Райдужний — 32,8 га (у тому числі 16,33 га — акваторія); вздовж Броварського проспекту — 3,54 га; біля кінотеатру «Ленінград» — 2,6 га (у тому числі 0,4 га — кінотеатр); урочище «Долобецьке» (Долобецький острів) — 133,93 га (у тому числі затока); урочище «Горбачиха» — 80,3 га; біля озера Тельбин — 25,8 га (у тому числі 13,42 га — акваторія; біля будинку культури ДВРЗ — 3,69 га; на Русанівській набережній — 28,89 га (разом з прибережною зоною); на Дніпровській набережній — 9,72 га (у тому числі будівництво спортивно-оздоровчих споруд); по вул. Лохвицькій — 8,96 га.
Території загального користування: біля озера Малинівка — 5,8 га (у тому числі 2,0 га — акваторія); на житловому масиві Сєрова-Райдужний (спортивний парк) — 15,81 га.
Загальна площа парків району — 1 113,44 га, всього зелених насаджень — 1 159 га.

### Оболонський район
| Назва              | Розташування                                                  | Координати                                                            | Короткі відомості | Зображення |
| Парк «Оболонь»     | в кінці вулиці Прирічної, між затоками Собаче Гирло і Верблюд | 50°31′58″ пн. ш. 30°31′33″ сх. д. / 50.53278° пн. ш. 30.52583° сх. д. | Площа — 280,1 га  |            |
| Парк «Пуща-Водиця» | Пуща-Водиця                                                   | 50°32′24″ пн. ш. 30°20′33″ сх. д. / 50.54000° пн. ш. 30.34250° сх. д. | Площа — 11,73 га  |            |
| Парк «Наталка»     | Оболонська набережна                                          | 50°29′47″ пн. ш. 30°31′27″ сх. д. / 50.49639° пн. ш. 30.52417° сх. д. | Площа — 118 га    |            |

Крім того існують безіменні парки: біля озер Вербне — 32,06 га (у тому числі 16,15 га — акваторія); Йорданське — 30,89 га (у тому числі 14,76 га — акваторія); Кирилівське — 41 га (у тому числі 18,86 га — акваторія); Богатирське — 12,38 га (у тому числі 7,87 га — акваторія); Редькіне — 80,5 га.
Загальна площа парків — 606,66 га, зелених насаджень — 676,63 га.

### Печерський район
| Назва                             | Розташування                                                    | Координати                                                            | Короткі відомості | Зображення                    |
| Аскольдова Могила                 | пл. Андрія Первозванного                                        | 50°26′42″ пн. ш. 30°33′4″ сх. д. / 50.44500° пн. ш. 30.55111° сх. д.  | Площа — 20,51 га |                               |
| Ботанічний сад ім. Миколи Гришка  | вул. Садово-Ботанічна, 1                                        | 50°24′48″ пн. ш. 30°33′46″ сх. д. / 50.41333° пн. ш. 30.56278° сх. д. | Науково-дослідна установа, що займається проектуванням і створенням нових ботанічних садів та парків, розробкою наукових основ озеленення та фітодизайну підприємств і організацій, а також багатьма іншими напрямками теоретичної та прикладної ботаніки. Загальна площа — 130,5 га. | Ботанічний сад                |
| Парк Вічної Слави                 | Площа Слави                                                     | 50°26′24″ пн. ш. 30°33′18″ сх. д. / 50.44000° пн. ш. 30.55500° сх. д. | Площа — 17,59 га | Парк Вічної Слави             |
| Парк «Дніпровські Кручі»          |                                                                 | 50°26′52″ пн. ш. 30°32′26″ сх. д. / 50.44778° пн. ш. 30.54056° сх. д. | Площа — 56,43 га |                               |
| Маріїнський парк                  | вул. Грушевського                                               | 50°26′49″ пн. ш. 30°32′23″ сх. д. / 50.44694° пн. ш. 30.53972° сх. д. | Площа — 10,7 га | Маріїнський парк              |
| Дендропарк імені О. О. Богомольця | вул. Академіка Богомольця, 2                                    | 50°26′25″ пн. ш. 30°31′45″ сх. д. / 50.44028° пн. ш. 30.52917° сх. д. | | Дендропарк ім. Ак. Богомольця |
| Міський сад                       | між вул. Грушевського та Дніпровими схилами                     | 50°26′59″ пн. ш. 30°32′3″ сх. д. / 50.44972° пн. ш. 30.53417° сх. д.  | Площа — 10,66 га | Міський парк                  |
| Наводницький парк                 | Набережне шосе біля мосту Патона                                | 50°25′41″ пн. ш. 30°34′8″ сх. д. / 50.42806° пн. ш. 30.56889° сх. д.  | Площа — 13,82 га |                               |
| Печерський ландшафтний парк       |                                                                 | 50°25′43″ пн. ш. 30°33′47″ сх. д. / 50.42861° пн. ш. 30.56306° сх. д. | Площа — 41,31 га |                               |
| Хрещатий парк                     | Європейська площа, вул. Грушевського, алея Магдебурзького права | 50°27′17″ пн. ш. 30°32′3″ сх. д. / 50.45472° пн. ш. 30.53417° сх. д.  | Площа — 16,52 га |                               |

Крім того існують парки на схилах бульвару Миколи Міхновського — 4,5 га і біля озера Видубицького — 35,1 га (у тому числі 15,7 га — акваторія та нове будівництво за конкурсом ГУЕ КМДА).
Загальна площа парків — 368 га, зелених насаджень — 384 га.

### Подільський район
| Назва                               | Розташування                                        | Координати                                                            | Короткі відомості | Зображення |
| Пам'ятка природи «Крістерова гірка» | на розі вулиць Вишгородської та Байди-Вишневецького | 50°30′43″ пн. ш. 30°26′49″ сх. д. / 50.51194° пн. ш. 30.44694° сх. д. | На території пам'ятки мешкають лебеді і дикі качки, 4 види тварин занесених до Червоної книги і 10 видів тварин, що охороняються Бернською конвенцією. Рослинність парку налічує 25 видів, 150-річні каштани, 400-літній дуб. Площа — 4,3 га. Доступ до пам'ятки обмежений. |            |
| Куренівський парк                   | вул. Кирилівська, 134                               | 50°29′17″ пн. ш. 30°28′19″ сх. д. / 50.48806° пн. ш. 30.47194° сх. д. | Парк розміщується у трикутнику, утвореному вулицями Кирилівською, Олени Теліги та проспектом Степана Бандери. На перетині проспекту Степана Бандери та вулиці Олени Теліги — колишній танцювальний павільйон, а тепер клуб «FreeДом». Площа парку — 8,18 га. |            |
| Парк «Березовий Гай»                | на розі вулиць Вишгородської та Білицької           | 50°29′49″ пн. ш. 30°27′10″ сх. д. / 50.49694° пн. ш. 30.45278° сх. д. | В парку сплановані декілька функціональних зон: зона культурно-просвітницьких закладів (тут знаходяться музей «Хата на Пріорці», сарай, криниця, фруктові насадження, що примикають до них — яблуні, сливи, абрикоси, вишні, черешні, а також берези віком до 30 років), зона відпочинку дітей — в центральній частині парку, зона тихого відпочинку (в основному, нагірна частина парку) та зона господарських споруд. Площа — 7,46 га |            |
| Парк «Замкова гора»                 | Замкова гора                                        |                                                                       | Площа — 9,7 га |            |
| Парк «Моряків»                      | Рибальський півострів                               |                                                                       | Площа — 2,82 га |            |
| Парк «Кинь-Ґрусть»                  | біля Кобзарської вулиці                             | 50°31′13″ пн. ш. 30°26′42″ сх. д. / 50.52028° пн. ш. 30.44500° сх. д. | Парк являє собою частину урочища «Кинь-Ґрусть». Створений у 1972 році. Він являє собою ізольований залишок Пуща-Водицького лісового масиву, розташований неподалік від ставу, утвореного на місці природної водойми. Площа — 8,5 га |            |
| Кирилівський лісопарк               | Кирилівський гай, Бабин яр                          |                                                                       | Площа — 11,65 га |            |
| Сирецький гай                       | вул. Стеценка                                       |                                                                       | Площа — 92,7 га |            |

Крім того існують парки біля кінотеатру ім. Шевченка — 4,44 га (у тому числі 0,27 га — кінотеатр); на схилах Андріївської гірки (від фунікулеру до Андріївського узвозу) — 4,85 га;
біля озера Синє — 15,97 (у тому числі 4,57 га — акваторія та нове будівництво культурно-рекреаційного комплексу); на житловому масиві — Мостицький — 14,5 га (на території АК «Пуща-Водиця»).
Загальна площа парків району — 177 га, зелених насаджень — 218,55 га.

### Святошинський район
| Назва                        | Розташування                        | Координати                                                            | Короткі відомості | Зображення                   |
| Парк «Скарбовий Ліс»         | вул. Жмеринська                     | 50°26′24″ пн. ш. 30°22′27″ сх. д. / 50.44000° пн. ш. 30.37417° сх. д. | Площа — 35,3 га   | Урочище «Совки»              |
| Парк «Інтернаціональний»     | пр-т Леся Курбаса, вул. Тулузи      | 50°25′50″ пн. ш. 30°22′50″ сх. д. / 50.43056° пн. ш. 30.38056° сх. д. | Площа — 7,05 га   | Парк «Інтернаціональний»     |
| Парк «Гамбурзький»           | пр-т Леся Курбаса, вул. В. Покотила | 50°25′40″ пн. ш. 30°23′1″ сх. д. / 50.42778° пн. ш. 30.38361° сх. д.  | Площа — 6,44 га   | Парк «Юність»                |
| Парк імені генерала Потапова | вул. Василя Доманицького            | 50°25′29″ пн. ш. 30°23′9″ сх. д. / 50.42472° пн. ш. 30.38583° сх. д.  | Площа — 5,13 га   | Парк імені генерала Потапова |

Крім того існують парки на вул. Ореста Васкула — 3,69 га; вздовж вул. Івана Дзюби — 10,5 га; вздовж Берестейського пр-ту (урочище «П'ята просіка» масиву Святошин) — 44,13 га (у тому числі 15,13 га — акваторія); вздовж вул. Ушакова біля ставка № 16 (зелений масив Святошин) — 11,66 га (без урахування площі акваторії); біля ставків № 7, 8 на житловому масиві Південна Борщагівка — 4 га; між вул. Наумова і Святошинським лісопарком — 19,1 га; біля річки [Борщагівка (річка)|Борщагівка]] — 110 га (у тому числі 70,0 га — акваторія та на території ІРГ НААН України).
Загальна площа парків — 257 га, зелених насаджень — 320 га.

### Солом'янський район
| Назва                                                              | Розташування                                                  | Координати                                                                  | Короткі відомості | Зображення         |
| Відрадний парк                                                     | вул. Михайла Донця                                            |                                                                             | Площа — 25,92 га  |                    |
| Парк «Орлятко»                                                     | бульвар Вацлава Гавела                                        |                                                                             | Площа — 9,65 га   |                    |
| Парк імені Миколи Зерова                                           | Солом'янська площа                                            | 50°25′47.1″ пн. ш. 30°28′5.4″ сх. д. / 50.429750° пн. ш. 30.468167° сх. д.  | Площа — 4,11 га   |                    |
| Парк «Супутник»                                                    | вул. Уманська                                                 | 50°26′26″ пн. ш. 30°27′30″ сх. д. / 50.44056° пн. ш. 30.45833° сх. д.       | Площа — 16,41 га  |                    |
| Парк «Юність»                                                      | між вул. Воробйова, Уманською, Козицького                     | 50°26′30″ пн. ш. 30°27′56″ сх. д. / 50.44167° пн. ш. 30.46556° сх. д.       | Площа — 4,27 га   |                    |
| Парк «Протасів Яр»                                                 |                                                               |                                                                             | Площа — 10,08 га  |                    |
| Солом'янський ландшафтний парк                                     | вул. Романа Ратушного                                         | 50°25′31″ пн. ш. 30°29′13.5″ сх. д. / 50.42528° пн. ш. 30.487083° сх. д.    | Площа — 29,6 га   |                    |
| Сквер Героїв добровольчих батальйонів, що несуть службу в зоні АТО | на перетині вулиць Мокра та Людмили Проценко                  | 50°25′46.1″ пн. ш. 30°29′15.3″ сх. д. / 50.429472° пн. ш. 30.487583° сх. д. | Площа — 0,23 га   |                    |
| Парк «Олександрівська Слобода»                                     |                                                               |                                                                             | Площа — 8,73 га   |                    |
| Совська балка                                                      |                                                               |                                                                             | Площа — 35,89 га  |                    |
| Балка Проня                                                        |                                                               |                                                                             | Площа — 19,37 га  |                    |
| Парк Нескорених                                                    | Вздовж Борщагівської вулиці                                   | 50°26′47″ пн. ш. 30°27′48″ сх. д. / 50.44646° пн. ш. 30.46337° сх. д.       |                   | Парк Нескорених    |
| Політехнічний парк                                                 | пр-т Берестейський                                            | 50°27′4.2″ пн. ш. 30°27′31.5″ сх. д. / 50.451167° пн. ш. 30.458750° сх. д.  | Площа — 13,5 га   | Політехнічний парк |
| Парк Захисників України                                            | між пр-том Повітряних Сил, вулицями Вінницькою, Федора Ернста | 50°25′02.3″ пн. ш. 30°27′10.3″ сх. д. / 50.417306° пн. ш. 30.452861° сх. д. | Площа — 5,44 га   |                    |

Крім того існують парки вздовж річки Борщагівка біля с. Жуляни — 16,2 га (у тому числі 2,0 га — акваторія); між вул. Колоскова та вул. Сигнальна — 17,82 га (2 ділянки); біля кінотеатру «Тампере» — 4,28 га (у тому числі 0,2 га — кінотеатр), Старий дубовий гай (по вул. Борщагівська, 141) — 0,3 га.
Загальна площа парків району — 224 га, зелених насаджень — 264 га.

### Шевченківський район
| Назва                                            | Розташування                       | Координати                                                            | Короткі відомості | Зображення                                       |
| Ботанічний сад імені академіка Олександра Фоміна | вул. Симона Петлюри, 1             | 50°26′35″ пн. ш. 30°30′16″ сх. д. / 50.44306° пн. ш. 30.50444° сх. д. | Сад розміщений за Головним корпусом Національного університету, між бульваром Т. Шевченка й вулицями Павла Скоропадського, Назарівською й Петлюри. Закладений 1839 року на пустирі. Площа саду — 22,5 га. | Ботанічний сад імені академіка Олександра Фоміна |
| Володимирська гірка                              | ліворуч Володимирського узвозу     | 50°27′22″ пн. ш. 30°31′34″ сх. д. / 50.45611° пн. ш. 30.52611° сх. д. | Парк розміщений на верхній та середній терасах Михайлівської гори. 1853 року на західному відрозі гори було споруджено пам'ятник князю Володимиру і відтоді східну частину Михайлівської гори почали називати Володимирською гіркою, таку ж назву отримав і розбитий тут парк. У північній частині парку фунікулер, а в південній — Український дім. Площа — 10,8 га | Володимирська гірка                              |
| Київський зоопарк                                | Берестейський пр-т, 32             | 50°27′19″ пн. ш. 30°27′51″ сх. д. / 50.45528° пн. ш. 30.46417° сх. д. | Площа — 33,6 га | Київський зоопарк                                |
| Сирецький дендропарк                             |                                    |                                                                       | Сирецький дендропарк є філією Державної агрофірми «Квіти України», має статус науково-дослідної природоохоронної установи, яка вивчає різноманіття видів дерев та чагарників, їхніх композицій для ефективного використання в озелененні міст, займається їхнім збереженням.                                                                                         | Сирецький дендропарк                             |
| Сирецький парк                                   |                                    |                                                                       | Площа — 30 га |                                                  |
| Парк «Нивки»                                     |                                    |                                                                       | Площа — 63,41 га |                                                  |
| Парк імені Івана Багряного                       |                                    |                                                                       | Площа — 19,7 га |                                                  |
| Парк «Пейзажна алея»                             |                                    |                                                                       | Площа — 1,48 га |                                                  |
| Парк «Веселка»                                   | на розі вулиць Салютної і Туполєва | 50°28′23″ пн. ш. 30°23′53″ сх. д. / 50.47306° пн. ш. 30.39806° сх. д. | Площа — 6,74 га |                                                  |
| Бабин Яр                                         |                                    |                                                                       | Площа — 59,51 га | Бабин Яр                                         |
| Парк імені Тараса Шевченка                       |                                    |                                                                       | Площа — 5,28 га | Парк імені Тараса Шевченка                       |
| Кирилівський гай                                 |                                    |                                                                       | Площа — 38,76 га |                                                  |
| Парк «Дубовий гай»                               | Берестейський пр-т, 86             | 50°27′34″ пн. ш. 30°24′16″ сх. д. / 50.45944° пн. ш. 30.40444° сх. д. | Площа — 1,04 га |                                                  |
| Сирецький гай                                    |                                    |                                                                       | Площа — 82,9 га |                                                  |

Крім того існують парки: біля меморіалу «Бабин Яр» — 8,1 га; на схилах Фестивальної алеї — 0,2 га; на схилах Подільського узвозу — 3 га; на схилах Вознесенського узвозу — 5,3 га; на схилах вул. Лук'янівської — вул. Олегівській — 14,8 га; на схилах вул. Отто Шмідта — 4,68 га; на схилах Смородинського узвозу та вул. Нагірній — 18,6 га; на схилах Врублівського узвозу — 5,1 га.
Загальна площа парків — 379 га, всіх зелених насаджень — 487 га.

## Колишні
| Назва                | Розташування | Координати                                                            | Короткі відомості | Зображення |
| Аптекарський сад     | Був розташований на схилах Андріївської гори. Починався від Чортового Беремища (неподалік від теперішнього фунікулера) і простягався майже до гори Дитинки.          |                                                                       | Закладеного казною наприкінці XVIII століття. Лікарські рослини надходили звідти в київські аптеки. |            |
| Парк «Аркадія»       | Був розташований поблизу Галицької площі. Простягався від Бібіковського бульвару (від садиби № 56) і простягався вузькою смугою до вулиці вулиці Маловолодимирської. |                                                                       | Закладений А.Гінтовтом наприкінці ХІХ ст. як міська філія парку «Ермітаж». Припинив існування під час подій 1917-20 років. |            |
| Парк «Венеція»       | Був розташований біля Ланцюгового мосту на лівому березі Дніпра. |                                                                       | Самий відалений від міста парк, який часто згадується у міських хроніках кінця XIX століття. Докладних описів парку не зберіглося, окрім того, що це було місцем розваг артистів, офіцерів, купців та інших, які любили відпочити і розважитися «на природі». Скоріш за все під парку пішла й назва протоки між Венеціанським і Долобецьким островами, якою прямували пароплави з Подолу до парку. |            |
| Парк «Ермітаж»       | Труханів острів |                                                                       | Розважальний заклад на Трухановому острові. Кияни діставалися сюди перевозом на лодках. Наприкінці 1870-х років перевіз перейшов до підприємливого купця Гинтовта, який облаштував для відпочиваючих невеликий парк з буфетом, що став місцем хмільних розваг подалі від очей правоохоронців. Припинив своє існування у громадянську війну. Зараз територія колишнього парку в складі Дніпровського парку. |            |
| Кадетський гай       | |                                                                       | Виник у 1727 р. як гай при заміській резиденції київських митрополитів в Шулявщині. До побудови будівлі Кадетського корпусу (відкрито 1857 р.) мав назву Шулявського гаю. В давні часи використосувався як місця гулянь та відпочинку студентів Київської Академії(тут ставили вистави, читали вірші, співали пісні), згодом перетворився на місце загальноміських гулянь. Щороку 1 травня у гаю відбувалися гуляння усіх верств начелення-від найвищих посадовців до звичайних містян. Влаштовувалися вистави, ігри, танці, проводилися численні благодійні заходи. У гуляннях брала участь велика частина населення тодішнього Києва. Гай було вирубано на дрова під час громадянської війни у 1918—1920 роках, а територія колишнього гаю-забудована у повоєнну добу — нині це Першотравневий масив. Залишками гаю можна вважати лісопарк між вулицею Уманською та залізницею (офіційна назва — парк «Супутник») та поодинокі вікові дуби серед житлових кварталів. |            |
| Парк «Стромовка»     | Шулявка, тепер забудована територія на захід від Політехнічного парку                                                                                                |                                                                       | Заснований чеською громадою Києва, існував у 1908—1919 роках. У парку діяв театр, з яким у 1915—1916 роках співпрацював Я. Гашек; 29 липня 1917 року тут виступав чеський політичний діяч Т. Г. Масарик. |            |
| Парк «Тіволі»        | на розі Хрещатика і Інститутської вулиці. |                                                                       | Парк існував у 1870-ті роки і розташовувався у садибі П. Лукашевича. За невеликим особняком власника вздовж Хрещатика тягнувся великий сад з ярами, штучними терасами та доріжками. В парку діяв театр на відкритому повітрі. Наприкінці XIX століття парк як цілісний комплекс зник під час забудови території. |            |
| Парк «Шато-де-Фльор» | територія нинішнього стадіону «Динамо» | 50°27′01″ пн. ш. 30°32′07″ сх. д. / 50.45028° пн. ш. 30.53528° сх. д. | Частина колишнього Царського саду, платний міський парк, який існував з другої половини XIX століття і до громадянської війни. |            |